# Alain Joyandet
Alain Joyandet, né le 15 janvier 1954 à Dijon, est un entrepreneur et un homme politique français, membre des Républicains. Industriel et patron de presse locale, il a été secrétaire d'État chargé de la Coopération et de la Francophonie, du 18 mars 2008 au 4 juillet 2010, date à laquelle, mis publiquement en difficulté au sein du gouvernement, il démissionna de son poste.
Il a été maire de Vesoul pendant 17 ans, de 1995 à 2012, et député de la 1re circonscription de la Haute-Saône. En 2014, deux ans après avoir quitté tous ses mandats politiques et avoir annoncé mettre un terme à sa carrière parlementaire, il redevient néanmoins sénateur.
Il est élu conseiller régional de Bourgogne-Franche-Comté le 13 décembre 2015 et est réélu le 27 juin 2021.

## Biographie

### Origines et formation
Il est le fils d'un hôtelier-restaurateur devenu marchand de bestiaux et d'une commerçante et le petit-fils d'agriculteurs. Il grandit dans le commerce de ses parents à Champlitte, en Haute-Saône. Il pratique durant son adolescence le football, notamment à l'USFC Vesoul, et se verra même être appelé par plusieurs clubs professionnels, mais son père refuse qu'il s'y engage, préférant le voir poursuivre ses études.
Il suit des études secondaires au lycée Montchapet à Dijon, puis au lycée Cournot à Gray et commence des études de médecine à Dijon avant de réaliser un DESS de gestion et de comptabilité.

### Carrière médiatique
Entre 1974 et 1978, il travaille pour l'hebdomadaire de Haute-Saône La Presse de Gray, en tant que journaliste. En 1981, il lance La Presse de Vesoul, et avec la libéralisation des ondes, fonde un réseau de radios locales, dont Radio Val-de-Saône (RVS). En 1982, il fonde et préside le Club des créateurs d’entreprises de la Haute-Saône. Il rachète en 1986 le Groupe des éditions comtoises (GREC), propriétaire de La Presse de Gray, et regroupe ces entreprises au sein de la Société nouvelle des éditions comtoises (Snec), groupe médiatique d'une cinquantaine de salariés en 2009, qui comprend également à partir de 1996, Franche-Comté impressions, imprimerie basée à Auxonne. Il prend également en 1986 la présidence du club de football USFC Vesoul, qu'il abandonnera lors de son élection à la mairie de Vesoul, neuf ans plus tard.
Membre fondateur en 1991 du GIE « Les Indépendants », devenu « Les Indés Radios », regroupant des radios régionales, il revend ses stations à NRJ Group. En 2005, il lance L'Hebdo de Besançon.
Il est également propriétaire à 99 % de Médiatour, SARL au capital d'1,85 million d'euros, qui regroupe ses activités nautiques et dont sa femme est gestionnaire. Médiatour possède 80 % de trois sociétés : Bateaux Moteur Bavaria France, Europe Yachts et Yachting Selection, qui sont toutes trois gérées par sa fille et qui achètent, vendent et louent des bateaux de plaisance.

### Carrière politique

#### En Haute-Saône
Il entre en politique en 1989, comme conseiller municipal d'opposition de Vesoul, s'opposant notamment à la privatisation de la gestion de l'eau de ville. En 1992, il prend la tête de la Communauté de communes de l'agglomération de Vesoul et devient vice-président du conseil général de la Haute-Saône après son élection dans le canton de Vesoul-Ouest.
Élu sénateur entre 1995 et 2002, il devient député de la 1re circonscription de la Haute-Saône le 19 juin 2002. Il est réélu député le 10 juin 2007, pour la XIIIe législature (2007-2012), sous l'étiquette UMP.
Il est élu maire de la ville de Vesoul en 1995, face au maire socialiste sortant Loïc Niepceron, et sénateur de la Haute-Saône. Il quitte la présidence de la Communauté de communes de l'agglomération de Vesoul en 1998, et est réélu à la mairie en 2001.

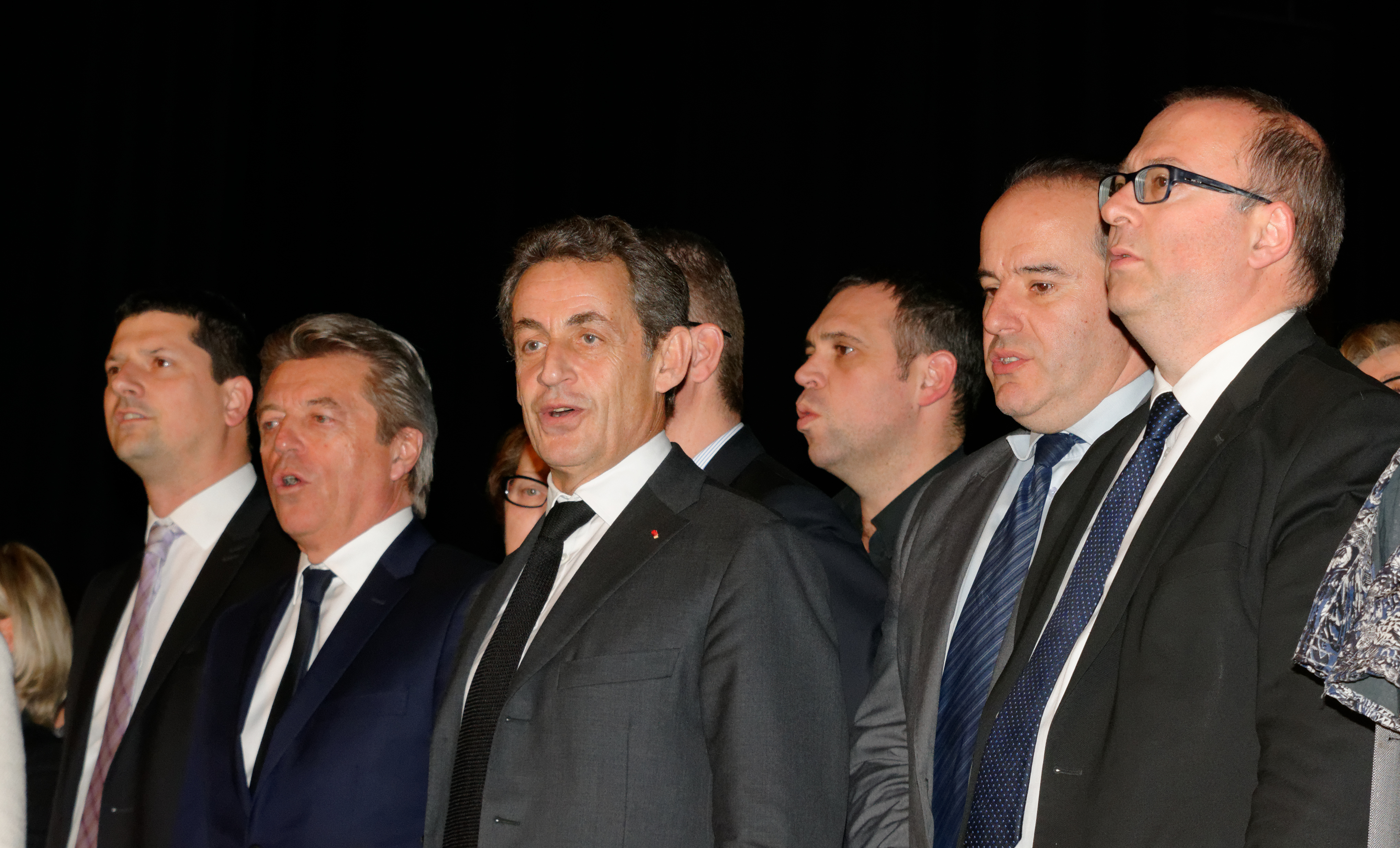
Alain Joyandet au côté de Nicolas Sarkozy lors d'une assemblée politique.

Secrétaire national du RPR chargé des nouvelles technologies, il met en place dans sa ville, à partir de 1998, le projet Étoile, qui vise à connecter à Internet les établissements scolaires et les administrations et à initier des habitants au multimédia via un espace public numérique.
Début 2012, il annonce quitter son poste de maire de Vesoul, qu'il occupait depuis 17 ans. La succession avait été préparée depuis plusieurs années : son report de 2010 à 2012 avait causé des tensions avec Alain Chrétien.
Membre du bureau politique du RPR puis de l'UMP, il est proche d'Alain Juppé puis de Nicolas Sarkozy et enfin de Xavier Bertrand. Il devient secrétaire national aux fédérations de l'UMP puis secrétaire général adjoint de l'Association des Amis de Nicolas Sarkozy en 2012. Il soutient finalement la candidature de François Fillon pour la présidence de l'UMP lors du congrès d'automne 2012.
Il annonce en avril 2012 qu'il ne se présentera pas pour un nouveau mandat de député, bien qu'il ait obtenu l'investiture de l'UMP, et qu'il met un terme à sa carrière parlementaire. En septembre 2013, il déclare voir en Xavier Bertrand "le futur président de la République".
Réélu en 2014 à la présidence du conseil de surveillance du nouveau centre hospitalier de Vesoul (à la tête duquel il est depuis 1995), il se représente pourtant aux élections sénatoriales dans la Haute-Saône et est élu au premier tour en arrivant en deuxième position avec 57,10 % des voix.

#### Secrétaire d'État chargé de la Coopération et de la Francophonie

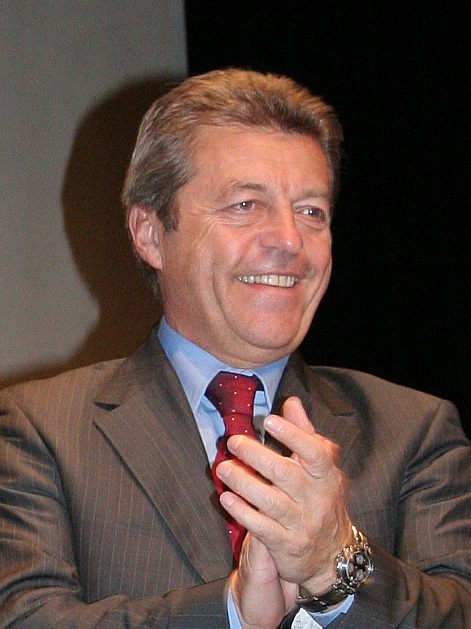
Alain Joyandet, en janvier 2008.

Homme de confiance de Nicolas Sarkozy et proche des milieux maçonniques, il est nommé, lors du remaniement ministériel suivant les élections municipales de 2008, secrétaire d'État chargé de la Coopération et de la Francophonie dans le gouvernement François Fillon II, en remplacement de Jean-Marie Bockel qui avait publiquement dénoncé le détournement de l'argent du pétrole par certains dirigeants africains. Il continue néanmoins de siéger comme maire de Vesoul et son suppléant à l'Assemblée nationale, Patrice Debray, lui succède comme député.
Comme secrétaire d'État, à l'opposé de son prédécesseur qui avait affirmé vouloir mettre fin à la Françafrique, il renoue les relations avec les dirigeants africains, rencontrant à Libreville Omar Bongo trois semaines après sa nomination. Alors que son ministre de tutelle, Bernard Kouchner, s'occupe peu de ce continent, Alain Joyandet se fait la voix du secrétaire général de l'Élysée Claude Guéant et du conseiller de Nicolas Sarkozy, Robert Bourgi, qui mènent une diplomatie parallèle dans ces pays. Il défend une politique pragmatique, soutenant l'élection d'Ali Bongo au Gabon.
Après être intervenu pour le règlement de la crise politique à Madagascar, il acte l'arrivée au pouvoir du putschiste Andry Rajoelina. Il est également critiqué lorsqu'il se montre aux côtés d'autres dirigeants putschistes, le Mauritanien Mohamed Ould Abdel Aziz et le Guinéen Moussa Dadis Camara.
Son action s'appuie sur une vision « entrepreneuriale » de la coopération, via l'encouragement de l'investissement privé en Afrique plutôt que les prêts, sans parvenir à s'affirmer vis-à-vis de l'Agence française de développement, et sur la promotion de la francophonie,. Sa proposition de faire financer partiellement l'aide au développement en Afrique par un loto a reçu un accueil contrasté.
Il est critiqué par des ONG pour certaines de ses déclarations, notamment pour une entrevue à Libération au cours de laquelle il déclare « on veut aider les Africains, mais il faut que cela nous rapporte », et pour le fait qu'il ne maîtrise pas l'anglais.
À l'occasion du 40e anniversaire de l'accession au pouvoir de Mouammar Kadhafi, il déclare que le dirigeant libyen « est devenu fréquentable » et affirme que « si des avions de chasse doivent être vendus, autant que ce soit la France qui les vende ». Le 8 juillet 2009, Alain Joyandet signe un « accord de coopération pour le développement des utilisations pacifiques de l'énergie nucléaire » avec le ministre libyen des Affaires européennes.
En mars 2010, ses propos sur « l'occupation américaine d'Haïti » et sa demande d'une enquête de l'ONU sur l'aide humanitaire américaine dans le pays provoque une brève crise diplomatique entre la France et les États-Unis.

#### Démission du gouvernement

##### Jet privé
Sa location d'un jet privé pour 116 500 € afin de se rendre en Martinique, où il devait participer à une conférence internationale pour la reconstruction après le tremblement de terre d'Haïti, déclenche une polémique qui incite le Premier ministre François Fillon à rappeler les règles concernant les conditions de déplacement des membres du gouvernement,.

##### Permis de construire
Quelques mois plus tard, Le Canard enchaîné le soupçonne d'avoir bénéficié d'un permis de construire illégal pour l'agrandissement de son mas de Grimaud, permis auquel il renonce peu après tout en clamant son innocence. En février 2014, une perquisition a lieu dans ce dossier à la mairie de Grimaud.
Ébranlé par ces deux affaires et dans un climat plus général de mise en cause de plusieurs membres du gouvernement, il annonce sa démission du gouvernement le 4 juillet 2010. Le porte-parole du gouvernement Luc Chatel précise ensuite que ce sont le président Nicolas Sarkozy et le Premier ministre François Fillon qui ont demandé cette démission, en même temps que celle du secrétaire d'État au Grand Paris Christian Blanc, lui-aussi au centre d'une polémique. Le 5 août 2010, il retrouve automatiquement son mandat de député un mois après son départ du gouvernement.

#### Élections régionales
Seul candidat à la primaire, il est désigné par les militants UMP pour conduire la liste du parti à l'élection régionale de 2010 en Franche-Comté, obtenant 2 365 voix. En tête du premier tour, cité en exemple par Nicolas Sarkozy pour sa ténacité et sa défense du bilan gouvernemental lors de la campagne[réf. nécessaire], il s'incline face à la socialiste Marie-Guite Dufay, dans une triangulaire avec le Front national, la liste qu'il conduit recueillant 38,35 % des voix contre 47,43 % à celle de son adversaire de gauche, sans que sa carrière ministérielle ne soit remise en cause. Durant cette campagne, il gère le rapatriement de deux jeunes Franc-Comtoises condamnées pour trafic de drogue en République dominicaine[réf. nécessaire].
Le 13 décembre 2014, il présente sa candidature à la candidature pour les élections régionales de 2015 dans la nouvelle région Bourgogne-Franche-Comté et est désigné « chef de file » par l'UMP en février 2015, alors que la presse fait état d'un accord conclu avec l'UDI pour accorder la tête de liste à François Sauvadet. Après l'annonce à la presse de son équipe de campagne, Jean-Marie Sermier et Jacques Pélissard démentent successivement faire partie de ses soutiens. C'est finalement François Sauvadet qui devient la tête de liste lors de ces élections.
Le 8 janvier 2016, il devient conseiller politique des Républicains.
Il soutient Nicolas Sarkozy pour la primaire présidentielle des Républicains de 2016. Dans le cadre de sa campagne, il est nommé avec plusieurs personnalités conseiller politique.
Il parraine Laurent Wauquiez pour le congrès des Républicains de 2017, scrutin lors duquel est élu le président du parti.
Le 27 juin 2021, il est réélu conseiller régional de Bourgogne-Franche-Comté. Il prend ses fonctions le vendredi 2 juillet 2021 et siège au sein de la commission permanente.
Lors de la campagne présidentielle de 2022, il explique croire en la théorie du grand remplacement : « je trouve que c’est un danger qui existe, et je trouve très bien que Valérie Pécresse en ait parlé. Notre campagne doit se faire à droite. On ne la gagnera pas à gauche. Si on ne fait rien de sérieux, le grand remplacement aura lieu ».
Il défend l'idée d'un accord entre LR et le parti présidentiel Renaissance. Fin janvier 2024, il est exclu du groupe du "Rassemblement de la droite, du centre et des écologistes indépendants" au Conseil régional de Bourgogne-Franche-Comté à la suite de sa prise de position en faveur d'une coalition entre son parti et la majorité présidentielle.

## Détail des mandats et fonctions
Voici la liste des mandats politiques d'Alain Joyandet  :

### Gouvernement
- 18 mars 2008 - 4 juillet 2010 : secrétaire d'État chargé de la Coopération et de la Francophonie (gouvernement François Fillon II)

### Mandats nationaux
- 24 septembre 1995 - 18 juin 2002 et depuis 1er octobre 2014 : sénateur de la Haute-Saône
- 19 juin 2002 - 19 avril 2008 et  5 août 2010 - 19 juin 2012 : député de la 1re circonscription de la Haute-Saône

### Collectivités locales
- 30 mars 1992 - 8 juillet 2002 : membre du conseil général de la Haute-Saône
- 19 juin 1995 - 14 janvier 2012 : maire de Vesoul (Haute-Saône)
- 22 mars 2010 - 13 juillet 2010 : conseiller régional de Franche-Comté
- depuis le 4 janvier 2016 : conseiller régional de Bourgogne-Franche-Comté

### Fonctions politiques
- 1999-2002 : secrétaire national aux nouvelles technologies au RPR ; membre du bureau politique du RPR
- 2002-2008 : secrétaire national de l'UMP, chargé des fédérations

Alain Joyandet est en outre président de l'Amicale gaulliste de Haute-Saône, constituée à son initiative le 9 novembre 2015.

### Fonctions associatives
- 1986 - 1995 : président du club Vesoul Haute-Saône Football